# تيموثي غوبل
تيموثي غوبل (بالإنجليزية: Timothy Goebel)‏ هو متزلج فني أمريكي، ولد في 10 سبتمبر 1980 في إيفانستون في الولايات المتحدة.

## وصلات خارجية
- تيموثي غوبل على موقع الاتحاد الدولي للتزلج (الإنجليزية)
- تيموثي غوبل على موقع أوليمبيديا (الإنجليزية)
- تيموثي غوبل على موقع الموسوعة البريطانية (الإنجليزية)